# Les Nou Cases
Les Nou Cases és el nom que rebia el conjunt de famílies més destacades de la noblesa mallorquina.

## Origen
La tradició, escampada i afavorida pels membres de les famílies que en formaven part, diu que aquestes nou cases es corresponen a les suposades nou famílies dels beneficiats per la part del Rei en Jaume de Repartiment de Mallorca. No obstant això, aquesta tradició és fantàstica i no se sosté sobre fonaments històrics.
Segons el cronista Bonaventura Serra i Ferragut, aquest concepte prové de la Guerra de Successió: una vegada acabat el conflicte i reprimides les cases nobles austriacistes, el marquès de Casa Fuerte reuní les principals famílies de la noblesa mallorquina i els proposà de fer una aliança. Aquesta aliança la conformaren nou famílies: els Berga, els Cotoner (marquesos d'Ariany), els Dameto (marquesos de Bellpuig), els Safortesa (marquesos del Verger), els Sales, els Sureda i els Sureda de Santmartí (marquesos de Vivot i Marquesos de Vilafranca), els Togores (comtes d'Aiamans) i els Verí.
L'objectiu d'aquesta aliança podria haver estat mantenir sota control el patrimoni de les famílies més puixants econòmicament per mitjà de matrimonis endogàmics. El benefici reial d'aquesta aliança era impedir un alçament austriacista per mitjà de la unió de les principals cases botifleres de l'antic regne.

## Evolució
Aquesta aliança comportà l'apartament de la resta de la noblesa mallorquina, que quedà relegada a una segona posició dins de l'escala nobiliària. A més, augmentà el nombre de conflictes hereditaris entre els membres de les nou cases, per l'abundància de vincles entre totes les famílies. Per altra banda, tot i que enfortí els vincles socials de l'aristocràcia, això no impedí els conflictes polítics, que continuaren prenent altres formes. En part per aquest motiu en temps de Carles III s'abolí la Confraria de Sant Jordi, una organització que englobava tota la noblesa de l'illa, i la seva funció fou rellevada per la Societat Econòmica d'Amics del País, creada el 1778.
Tot i l'aparent hermetisme o selecció de l'aliança, amb el temps s'hi afegiren altres famílies que, per extinció de línies o per matrimonis, esdevengueren hereves d'una de les cases. És el cas dels Despuig (comtes de Montenegro), emparentats amb els Cotoner i amb els Dameto; dels Boixadors, emparentats amb els Sureda de Sant Martí; i dels Puigdorfila. Més encara, l'existència d'una primera línia d'aristòcrates generà una segona línia en certa manera estructurada, i encara una tercera línia, on hi havia la major part de la petita aristocràcia mallorquina.
Aquesta realitat en l'aristocràcia del país va arrelar en l'imaginari del poble, i encara és freqüent l'expressió pensar-se ser de les nou cases 'ésser molt vanitós o presumptuós'. L'Arxiduc deixà constància que en el seu temps (darrer quart del segle xix) no hi havia consens sobre la identitat d'aquestes nou cases. Per altra banda, de manera més genèrica la noblesa mallorquina també rep el nom de botifarres (deformació de botifler 'filipista').